# Aitkenia
Aitkenia is een geslacht van wantsen uit de familie van de Miridae (Blindwantsen). Het geslacht werd voor het eerst wetenschappelijk beschreven door Carvalho & Gross in 1982.

## Soorten
Het genus bevat de volgende soorten:

- Aitkenia exocarpos Menard & Schuh, 2011
- Aitkenia latevagans Carvalho & Gross, 1982